# Куиггин, Джон
Джон Чарльз Куиггин (англ. John Charles Quiggin, родился 29 марта 1956 года) — австралийский экономист, профессор и член совета по изменению политики органов правительства Австралии. Автор популярной книги "Зомби-экономика. Как мертвые идеи продолжают блуждать среди нас", изданной тиражом 20 тысяч экземпляров и переведённой на 8 языков.

## Образование
Куиггин в 1978 году закончил австралийский Национальный университет со степенью бакалавра с отличием по специальности «Математика». В 1980 году там же получил степень бакалавра экономики с отличием первой степени с университетской медалью и премией экономического общества.
В 1984 году он получил звание магистра экономики, защитив курсовую работу и диссертацию в Австралийском Национальном университете и получил звание доктора философии по экономике в Университете Новой Англии в 1988 году. Получил приз Драммонда за лучшую докторскую диссертацию.

## Академическая и профессиональная карьера
- С 1978 по 1983 год Куиггин был плодовитым исследователем, а с 1986 года работал главным научным экономистом Бюро экономики сельского хозяйства, предшественника Австралийского бюро экономики сельского хозяйства и ресурсов австралийского правительства Департамента сельского хозяйства, рыболовства и лесного хозяйства.
- 1984—1985 годы — научный сотрудник центра ресурсов и экологических исследований в Австралийском национальном университете.
- 1987—1988 годы — преподаватель, а затем старший преподаватель кафедры экономики сельского хозяйства в Университете Сиднея.
- С 1989 года — научный сотрудник в Центре международной экономики, консалтинговой фирмы в Канберре.
- 1989—1990 годы — адъюнкт-профессор в Департаменте сельского хозяйства и ресурсной экономики Мэрилендском университете (Колледж-Парк),
- 1991—1992 годы — сотрудник Научно-исследовательского школы социальных наук Австралийского национального университета. Впоследствии Джон становится старшим научным сотрудником (1993—1994) и профессором (1995) в Центре политических исследований по экономической Австралийского национального университета
- 1996—1999 годы — профессор экономики в Австралийском исследовательской совете, старший научный сотрудник в университете Джеймса Кука.
- 2000—2002 года — работает в Австралийской исследовательской совете старшим научным сотрудником Австралийского национального университета и адъюнкт-профессором в технологическом университете Квинсленда
- С 2003 года — работает в Университете Квинсленда, профессор в школе экономики и школы политологии и международных исследований.
- 2003—2006 годы — адъюнкт-профессор Австралийского национального университета
- С 2011 года — профессор в Университете Джонса Хопкинса

## Награды
Куиггин - один из самых плодовитых экономистов Австралии, о чем свидетельствует частота цитирования в период 1988–2000 годов. Он входил в число 5% лучших экономистов в мире по версии IDEAS/RePEc с тех пор, как в 2004 году начали составляться его ежемесячные совокупные рейтинги. Куиггин часто награждался и получал признание за свои исследования. в том числе дважды получал стипендии Федерации от Австралийского исследовательского совета.
Он был награжден медалью Австралийской академии социальных наук в 1993 году и стипендией в 1996 году, получил в 1997 и 2000 годах премию Сэма Ричардсона из Института государственного управления, Австралия, 
В 2001 году получил премию редакции Австралийского журнала экономики сельского хозяйства , стипендию Австралийский институт директоров компаний в 2002 году и почетный член Австралийского общества экономики сельского хозяйства и ресурсов в 2004 году. Он является членом Эконометрического общества, а в 2011 году получил награду выдающегося научного сотрудника Экономического общества Австралии.  
В 2012 году он был удостоен стипендии австралийского лауреата. 

## Работы
- 1996 — Great Expectations: Microeconomic Reform and Australia. — Сидней, ISBN 1-86448-236-2;
- 1998 — Taxing Times: A Guide to the Tax Debate in Australia. UNSW Press, Сидней, ISBN 0-86840-441-1;
- 1998 — Social Democracy and Market Reform in Australia and New Zealand. // Oxford Review of Public Policy, 14(1), с. 79-109;
- 2000 — Uncertainty, Production, Choice, and Agency: The State-Contingent Approach. — Cambridge University Press, Нью-Йорк, ISBN 0-521-62244-1 (с Робертом Чамберсом).
- 2001 — Demography and the New Economy. // Journal of Population Research, 18(2), p p. 177—193.
- 2010 — How Dead Ideas Still Walk among Us. — Princeton University Press ISBN 0-691-14582-2
  - Зомби-экономика: Как мертвые идеи продолжают блуждать среди нас. — М.: Изд. дом Высшей школы экономики, 2016. — 272 с. — (Экономическая теория). — ISBN 978-5-7598-1196-1
- 2012 — Prospects of a Keynesian utopia. // Aeon Magazine, 27 Сентября 2012.
- Джон Квиггин Продавать или нет // Финансы и развитие. 2011, декабрь